# Червенокоремен биволски тъкач
Червенокоремен биволски тъкач (Bubalornis niger) е вид птица от семейство Ploceidae.

## Разпространение
Видът е разпространен в Ангола, Ботсвана, Етиопия, Кения, Мозамбик, Намибия, Сомалия, Южна Африка, Южен Судан, Судан, Свазиленд, Танзания, Замбия и Зимбабве.